# Harry Guggenheim

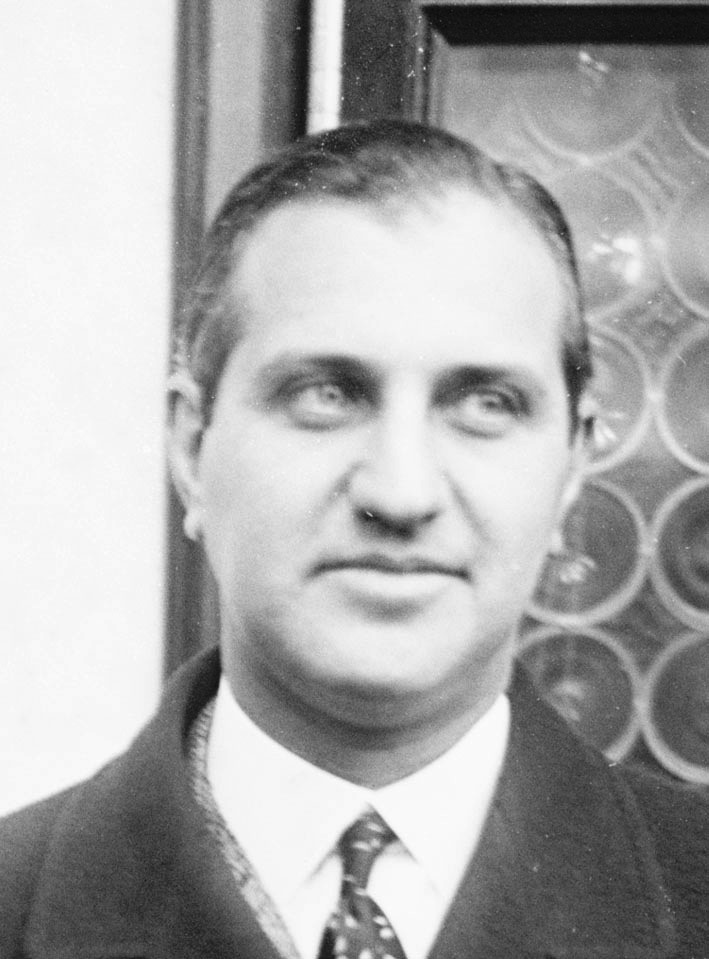
Harry Guggenheim

Harry Frank Guggenheim född 23 augusti 1890 i Long Branch, New Jersey, död 22 januari 1971 i New York, New York, var en amerikansk affärsman, diplomat, tidningsutgivare och flygare. Han var son till Daniel Guggenheim och Florence Guggenheim.
Guggenheim utexaminerades från Columbia Grammar School på Manhattan 1907, han fortsatte därefter studierna vid Sheffield Scientific School på Yale University. Han lämnade studierna för att arbeta tre år som metallurg vid det familjeägda företaget American Smelting and Refining Company i Mexiko. 1910 satte han sig åter i skolbänken för att fortsätta sina studier vid Pembroke College vid Cambridge University där han utexaminerades 1913. Han arbetade därefter i ledningen för ett antal kopparföretag. Bland annat var han verkställande direktör för Chile Copper Company, som vid den tiden var marknadsledande inom kopparhanteringen.
Han tog civilt flygcertifikat 1917 i en Curtissflygbåt, i maj samma år satte han upp en civil flygstyrka i Manhasset Long Island, som tränade navigering, sjöräddning och flygspaning. I september utnämndes han till löjtnant i US Navys reserv med order om placering i Frankrike. Under första världskriget kom han även att tjänstgöra i England och Italien fram till fredslutet 1918. Under andra världskriget tjänstgjorde 1942-1945 i flottans flygstyrkor.
När hans föräldrar skapade Daniel and Florence Guggenheim Foundation 1924 utsågs han till styrelsemedlem och ordförande för stiftelsen. Under hans ledarskap stödde stiftelsen Dr. Robert H. Goddards raketforskning. Som ordförande för stiftelsen ställde han 1948 medel till förfogande för forskning inom jetmotorer, och bildandet av Daniel and Florence Guggenheim Jet Propulsion Center vid California Institute of Technology och Guggenheim Laboratories for Aerospace Propulsion Sciences vid Princeton University.
Guggenheims intresse för flygning ledde till att han övertalade sin far att 1925 ställa upp med medel till bildandet av Guggenheim School of Aeronautics vid New York University. 1926 blev han ordförande i Daniel Guggenheim Fund for the Promotion of Aeronautics som arbetade med bildandet av de första meteorologiska rapportsystemen för trafikflyget, dessutom fanns möjlighet för flygbolagen att låna medel från stiftelsen till nya reguljära flyglinjer.   
När stiftelsen upphörde med sin verksamhet i januari 1930, hade den medverkat vid bildandet av flygingenjörsutbildning vid Massachusetts Institute of Technology, Georgia School of Technology, California Institute of Technology, University of Washington, Stanford University och University of Michigan. 
Han stödde även forskningen inom IMC-flygningen genom att sätta upp olika tävlingar inom flygsäkerhet. Med stöd från Guggenheim lyckades löjtnant James Doolittle 24 september 1929 starta, flyga runt och landa ett flygplan där sikten ut var totalt avskärmad, hela flygningen genomfördes genom att avläsa flyginstrument.  
President Hoover utsåg honom 1929 till ledamot i National Advisory Committee of Aeronautics, en post som han lämnade först 1938.
1954 startades på Guggenheims initiativ och ledning Guggenheim Institute of Flight Structures vid Columbia University. För sitt mångåriga arbete inom flyget tilldelades han 1956 General H.H. Arnold Award, 1957 tilldelades han Laura Taba Barbour Award från Automotive Engineers, 1964 tilldelades han Wright Memorial Trophy och 1965 Frank Hawks Memorial Trophy. 
Som diplomat var han ambassadör på Kuba 1929-1933.
Tillsammans med sin tredje hustru Alicia Patterson startade han 1940 tidningen Newsday. Han var direktör för tidningen, medan frun var ansvarig utgivare fram till sin död 1963. Då tog han även på sig den posten fram till 1967. 
Utöver flygning var ett av hans intressen hästar. Han var med och bilda New York Racing Association. Dessutom var han ägare till ett stort antal kapplöpningshästar, som användes vid tävlingar och avel.